# Gauliga Mittelrhein
De Gauliga Mittelrhein was een van de zestien Gauliga's die in 1933 werd opgericht na de machtsgreep van de NSDAP in 1933. De overkoepelende voetbalbonden van de regionale kampioenschappen werden afgeschaft en zestien Gauliga's namen de plaats in van de voorheen ontelbare hoogste klassen. In de Gauliga Mittelrhein speelden teams uit de Rijnprovincie. Voorheen speelden de clubs in de competities van de West-Duitse voetbalbond.
In 1941 werd de Gauliga opgesplitst vanwege de perikelen in de Tweede Wereldoorlog en vervangen door de Gauliga Köln-Aachen en de Gauliga Moselland. Hierin speelden ook clubs uit de bezette gebieden Groothertogdom Luxemburg en Eupen-Malmedy.

## Erelijst
| Seizoen | Kampioen        | Vicekampioen     |
| 1933/34 | Mülheimer SV 06 | VfR 04 Köln      |
| 1934/35 | VfR 04 Köln     | Kölner CfR       |
| 1935/36 | Kölner CfR      | TuRa Bonn        |
| 1936/37 | VfR 04 Köln     | Kölner CfR       |
| 1937/38 | SV Beuel 06     | Alemannia Aachen |
| 1938/39 | SpVgg Sülz 07   | SSV Troisdorf 05 |
| 1939/40 | Mülheimer SV 06 | SSV Troisdorf 05 |
| 1940/41 | VfL Köln 1899   | VfR 04 Köln      |

## Eeuwige ranglijst
| Club                         | /8 | Seizoenen (1933-1941) |
| ---------------------------- | -- | --------------------- |
| Mülheimer SV 06              | 8  | 1933-1941             |
| VfR Köln 04 rrh.             | 8  | 1933-1941             |
| SpVgg Sülz 07                | 8  | 1933-1941             |
| Bonner FV 01                 | 7  | 1933-1938, 1939-1941  |
| TuRa Bonn                    | 6  | 1935-1941             |
| SV 06 Beuel                  | 5  | 1936-1941             |
| CfR 1899 Köln                | 4  | 1933-1937             |
| Kölner SC 1899               | 4  | 1933-1937             |
| TuS Neuendorf                | 4  | 1935-1937, 1938-1940  |
| VfL Köln 1899                | 4  | 1937-1941             |
| SV Rhenania Würselen         | 4  | 1936-1940             |
| SV Eintracht 06 Trier        | 3  | 1933-1936             |
| SV Westmark 05 Trier         | 3  | 1933-1936             |
| SSV Troisdorf 05             | 3  | 1938-1941             |
| SpVgg 1910 Andernach         | 3  | 1936-1937, 1939-1941  |
| TSV Alemannia Aachen         | 3  | 1937-1940             |
| SG Düren 99                  | 2  | 1939-1941             |
| FV 1911 Neuendorf            | 1  | 1933-1934             |
| FC Fortuna Kottenheim        | 1  | 1933-1934             |
| SV Rhenania Köln             | 1  | 1933-1934             |
| SC Blau-Weiß Köln-Lindenthal | 1  | 1934-1935             |
| 1. FC 07 Idar                | 1  | 1934-1935             |
| Kölner BC 01                 | 1  | 1937-1938             |

1933/34 · 1934/35 · 1935/36 · 1936/37 · 1937/38 · 1938/39 · 1939/40 · 1940/41

Gauliga Köln-Aachen: 1941/42 · 1942/43 · 1943/44

Gauliga Moselland: 1941/42 · 1942/43 · 1943/44

Originele Gauliga's: Baden · Bayern · Berlin-Brandenburg · Hessen · Mitte · Mittelrhein · Niederrhein · Niedersachsen · Nordmark · Ostpreußen · Pommern · Sachsen · Schlesien · Südwest-Mainhessen · Westfalen · Württemberg

Gauliga's na 1939: Hamburg · Hessen-Nassau · Köln-Aachen · Kurhessen · Mecklenburg · Moselland · Niederschlesien · Oberschlesien · Osthannover · Schleswig-Holstein · Südhannover-Braunschweig · Weser-Ems · Westmark

Gauliga's in bezette gebieden: Böhmen und Mähren · Danzig-Westpreußen · Elsaß · Generalgouvernement · Sudetenland · Ostmark · Wartheland